# Agustín Salas del Valle
Agustín Salas del Valle (nacido en 1964, en la Ciudad de México) fue un supuesto asesino en serie, se cree que asesinó a más de 20 mujeres en la Zona Centro de la Ciudad de México, entre 1989 y 1993; aunque solo se le condenó por uno de estos homicidios. Mediáticamente, fue conocido por los sobrenombres de: "Jack, el estrangulador"; "el Estrangulador de mujeres"; y "el Mata-meretrices".

## Modus operandi
Interceptaba a sus víctimas en las calles (todas ellas mujeres, de entre 20 y 40 años de edad, en su mayoría sexoservidoras), las conducía a hoteles de la Zona Centro de la Cd. de México. Alquilaba una habitación; ya estando instalados dentro de esta, amenazaba a las mujeres golpeándolas, para posteriormente violarlas; finalmente, las asesinaba, principalmente, por estrangulación con objetos improvisados que se encontraran en la habitación (prendas del asesino, prendas de la propia víctima, cordones de las cortinas, cables de los electrodomésticos, etc.), aunque en ocasiones las apuñalaba. Dejaba abandonados los cuerpos en la habitación; semidesnudas, generalmente las envolvía en las colchas y las ocultaba bajo la cama. En ocasiones dejó mensajes escritos en espejos y muros de la habitación.

## Casos sin resolver
A finales de 1989, aparece en el "Hotel Magnolia", de la calle Magnolia, colonia Guerrero, Cd. de México, el cadáver de una mujer estrangulada. Este crimen fue considerado un hecho aislado, pero en poco tiempo, a comienzos de 1990, aparece una segunda mujer muerta en condiciones muy similares, le siguieron otras 2 en septiembre de ese mismo año. Era evidente la relación entre los crímenes, la línea ascendente en la violencia que describían los asesinatos (el asesino evolucionaba) y el carácter episódico de estós, se comenzó a hablar de un asesino en serie.
Los crímenes continuaron sucesivamente hasta 1993, cuando Salas del Valle fue detenido por el homicidio de una sexoservidora, posterior a su arresto los homicidios cesaron por lo que se convirtió en el principal sospechoso de todos los casos. Pero jamás se le pudo comprobar su responsabilidad en los crímenes, en total 27 casos de los 30 atribuidos a "Jack, el estrangulador", jamás fueron resueltos y pasaron a ser parte del "archivo muerto" de la policía. Además, varios detalles hacían creer firmemente a las autoridades que se trataba de más de un asesino en serie y/o varios imitadores.
- 1989: una víctima, la primera, en la Col. Guerrero.
- 1990: nueve víctimas en hoteles de La Merced, Iztapalapa y Anáhuac. Aquí destacó el homicidio de una sexoservidora, encontrada el 1 de Dic., en Iztapalapa; hasta esté punto los crímenes habían descrito una línea ascendente en la violencia de los crímenes, comenzaron siendo simplemente golpeadas, violadas y estranguladas, luego comenzó a apuñalarlas y cortarlas, y finalmente en el caso de Dic. 1, la mujer fue mutilada, se le cercenaron las manos y los pies. Posterior a estos nueve crímenes (el de 1989 y los ocho de 1990) que se superaban en sadismo cada uno respecto al anterior, se dio el último asesinato de 1990, el 23 de Dic., que rompió con el patrón (algo extremadamente atípico en un asesino en serie); el crimen se asemejaba más al primero, que a su antecesor (la mujer de Dic. 1), la mujer solo había sido violada y estrangulada, el cuerpo había sido envuelta en las colchas y ocultado bajo la cama (curiosamente, siguiendo la descripción dada de los crímenes en los medios de comunicación). Esto hizo pensar en la existencia de un copycat (asesino imitador).[5]

- 1991: cinco víctimas en las colonias Obrera, Moctezuma y Anáhuac. La línea de evolución del asesino era zigzagueante (entre crímenes muy violentos y otros que no lo eran tanto), esto hacia evidente la existencia de más de un asesino, no relacionados entre sí. El 5 de enero, (con la primera víctima del año), el asesino hizo un cambio en la ejecución de su crimen, escribió con lápiz labial en una de los espejos de la habitación, las siglas: "LMB". El asesino nunca antes se había mostrado interesado en dar un mensaje,-era completamente hedonista.-El afán de protagonismo y de ser identificado como "asesino en serie" (en especial, en uno que ha sido mediatizado), son rasgos característicos, mas no exclusivos, de los copycats o asesinos imitadores; claro que esto jamás se comprobó.
- 1992: nueve víctimas. El 2 de Sep., con la sexta víctima del año, el perpetrador volvió a dejar un mensaje, nuevamente escribió con pintalabios, en un espejo de la habitación, ahora la leyenda: "Volveré".
- 1993: tres víctimas (sin incluir, claro, el homicidio que se comprobó fue perpetrado por Salas; que sí fue resuelto).

### Sospechosos
Antes de la aprehensión de Agustín Salas, la policía detuvo a varios hombres que consideró eran el estrangulador: el primero se llamaba Jaime Meza Roque, detenido el 14 de diciembre de 1990, después del homicidio de la novena víctima tras golpear a una prostituta, pero jamás se comprobó su participación en los crímenes. Además, estando preso, el "Estrangulador de mujeres" siguió atacando. Solo fue procesado por la agresión física infligida a Rocío Pérez Hernández.
El 9 de Sep. de 1992, la sexoservidora Raquel Cisneros fue asesinada al estilo del "Mata-meretrices" al haber sido violada y estrangulada con el tirante de su bolso. En un principio el crimen se le atribuyó al asesino serial, pero en esta ocasión el asesino se comportó de manera inexperta pues dejó que mucha gente lo viera entrar al hotel con la víctima y salir solo, dejando huellas dactilares y muestras de ADN por toda la habitación y en el cuerpo de la víctima. Resultó evidente no ser obra de "Jack, el estrangulador". El 25 de septiembre fue detenido José Luis Ornelas Angulo, dieciséis días después del crimen, quien fue condenado por este homicidio.
El 10 de octubre de 1992 fue hallado el cuerpo de Martha Martínez García, sexoservidora de 25 años de edad. Al igual que en el caso de Ornelas, el asesino cometió errores de novato. La escena del crimen era una copia del primer asesinato del “Estrangulador de mujeres”. Se llevó a cabo en el mismo Hotel Magnolia imitando los detalles del asesinato original. Además, ese mismo día otra mujer fue asesinada pero con los detalles refinados y violentos realmente atribuibles al estrangulador. Trece días después, el 23 de octubre, José Enrique Martínez Morales declaró ser el Estrangulador de mujeres pero por más que intentó demostrarlo no pudo ya que solo conocía los detalles de los crímenes dados por los medios de comunicación. Era un simple imitador ansioso de reconocimiento y fue condenado solamente el homicidio mencionado.
El 14 de abril de 1993, Filadelfo Miranda Rivera fue detenido por tratar de estrangular a una prostituta, pero tenía coartadas comprobables para la mayoría de los delitos perpetrados por el estrangulador, y no se pudo comprobar que hubiera tenido alguna relación con el resto. Solo fue condenado por intento de homicidio.

## Detención de Agustín Salas
El 6 de abril de 1993 fue encontrado en un hotel, el cadáver de una sexoservidora. Los detalles de la escena eran espeluznantes: la mujer fue brutalmente golpeada y apuñalada, violada, y asesinada por estrangulación con una corbata (que posteriormente se comprobó pertenecía al asesino); le extirparon el corazón con una precisión quirúrgica; abandonó el cuerpo sobre la cama con las piernas y brazos extendidos, cubierto con cobijas; el perpetrador dibujó un pentagrama adscrito en un círculo, junto con las siglas "CO" y varios garabatos. 
Testigos dieron una descripción del hombre que entró junto con ella. El 7 de agosto de 1993, después de que el estrangulador hubiera matado a otras 2 víctimas más, fue detenido Agustín Salas del Valle, estudiante de contaduría de 29 años de edad. 
Testimonios que afirmaban su entrada junto con la mujer al hotel y su posterior salida solo, además de los exámenes forenses, hundieron a Salas, quien terminó por aceptar su culpa. Jamás confesó, ni se le pudo comprobar su relación con algún otro de los asesinatos, pero el crimen de abril 6 (homicidio que reunió varios agravantes) fue suficiente para condenar a Salas a 50 años de prisión. Posterior a su detención los crímenes cesaron.